# Музей Адама Мицкевича (Стамбул)
Музей Адама Мицкевича (пол. Muzeum Adama Mickiewicza; тур. Adam Mickiewicz Müzesi) — дом-музей, посвященный жизни известного польского поэта Адама Мицкевича. Музей расположен в районе Бейоглу, в европейской части Стамбула.

## Описание

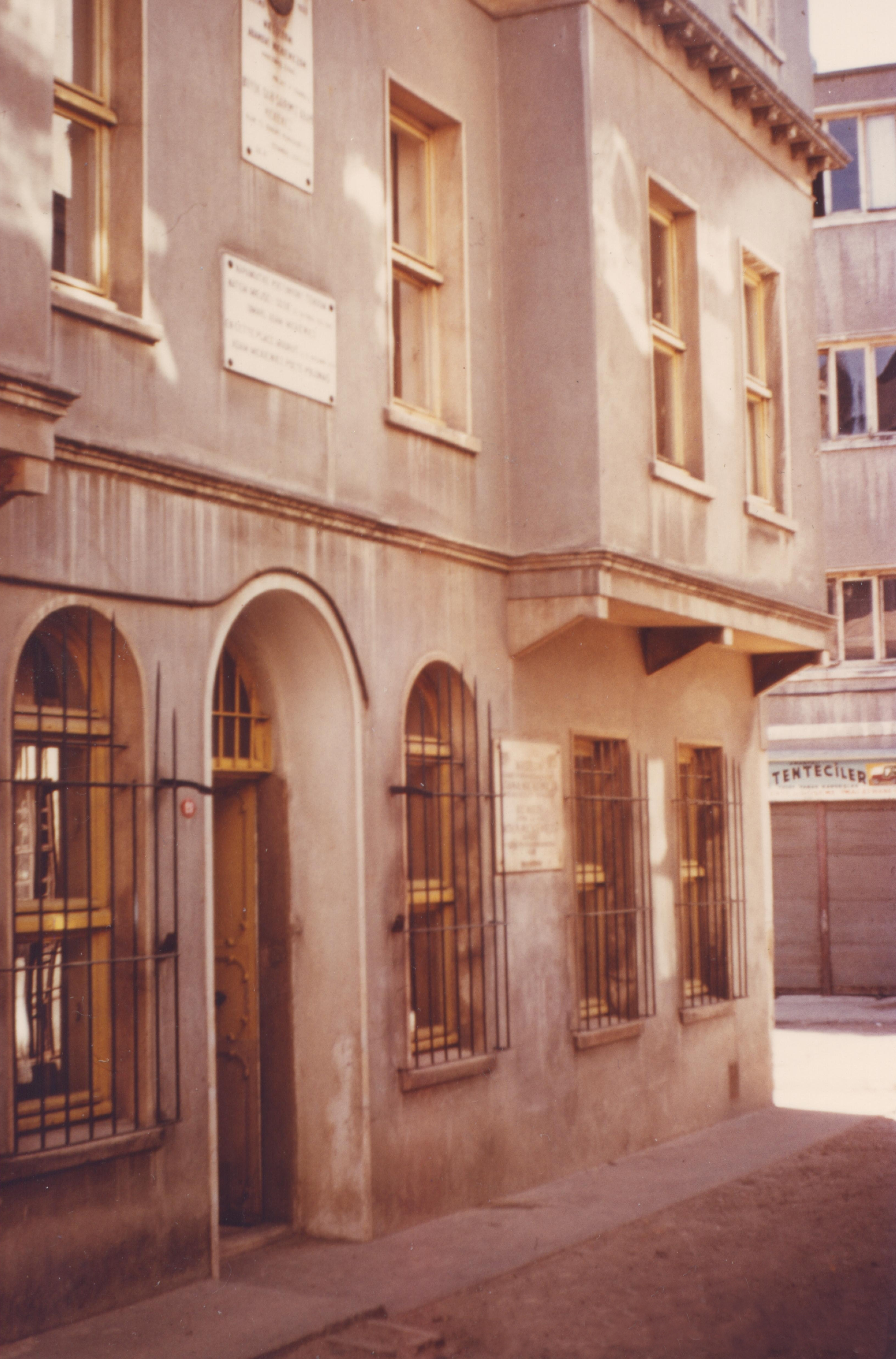
Музей Адама Мицкевича в Стамбуле

Музей находится в доме, где жил и умер Адам Мицкевич. Поэт прибыл в Стамбул в сентябре 1855 года, чтобы помочь организовать польский полк Османской армии для борьбы с Российской империи во время Крымской войны. Он подружился с Михаилом Чайковским (Садик Паша), который командовал польскими войсками.
8 ноября 1855 года Адам Мицкевич, Арманд Леви и Хенрик Слузальский сняли у некой госпожи Рудницкой небольшой дом, где поэт провёл свои последние дни. Дом сгорел во время пожара в марте 1870 года и в том же году польский аристократ Юзеф Ратынски купил эту землю у муниципалитета Стамбула. Ратынский построил на участке реконструкцию первого дома, точно такого же, как и старый.
Помещение было исключительно простым и скудным. Следующее описание было сделано одним из польских посетителей после того, как поэт скончался:

«Я видел ту большую гостиную с четырехугольным окном, в котором он жил. В нее входил вестибюль. Мебель состояла из стола, нескольких простых стульев, а в углу стояла кровать, еще более простая, с соломенным матрасом и турецким ковром. Комната источала пустоту, было темно и сыро, и это напомнило мне нашу комнату в гостинице; такие, которые иногда встречаются во время осенних путешествий по украинским тропам.»

Это помещение поэт считал временным перед запланированной поездкой на Балканы. Тем не менее, именно здесь он умер от болезни 26 ноября 1855 года.
Музей был открыт в 1955 году при содействии Литературного музея в Варшаве. Склеп, в котором Мицкевич был временно похоронен, находится в подвале, также в музее хранятся рукописи Адама Мицкевича, исторические документы и картины.